# Groupe de NGC 877
Le groupe de NGC 877 comprend au moins huit galaxies situées dans la constellation du Bélier. La distance moyenne entre ce groupe et la Voie lactée est d'environ 52,26 Mpc (∼170 millions d'al). 

## Membres
Le tableau ci-dessous liste les huit galaxies du groupe indiquées dans l'article de A.M. Garcia paru en 1993. 
| Nom      | Class.    | Type                     | α (J2000.0)   | δ (J2000.0) | Vitesse radiale (km/s) | m              | Distance (Mpc) | Dimension (kal) |
| -------- | --------- | ------------------------ | ------------- | ----------- | ---------------------- | -------------- | -------------- | --------------- |
| IC 1791  | S0        | Lenticulaire             | 02h 17m 41.3s | 12° 28′ 14″ | 3649 ± 20              | 13,3           | 50,0 ± 3,5     | 54              |
| NGC 871  | SB(s)c?   | Spirale barrée           | 02h 17m 10.7s | 14° 32′ 52″ | 3740 ± 1               | 13,6           | 51,4 ± 3,6     | 43              |
| NGC 876  | SAc?      | Spirale                  | 02h 17m 53.3s | 14° 31′ 17″ | 3860 ± 17              | 14,7           | 53,6 ± 3,8     | 148             |
| NGC 877  | SAB(rs)bc | Spirale intermédiaire    | 02h 17m 59.6s | 14° 32′ 39″ | 3913 ± 3               | 11,9           | 54,0 ± 3,8     | 114             |
| UGC 1693 | Sm?       | Spirale magellanique     | 02h 12m 03.2s | 14° 06′ 15″ | 3827 ± 3               | 15,908 ± 0,068 | 53,6 ± 3,7     | 84              |
| UGC 1761 | Im        | Irrégulière magellanique | 02h 17m 26.3s | 14° 34′ 49″ | 4001 ± 4               | 16,77          | 55,2 ± 3,9     | 65              |
| UGC 1773 | SB?       | Spirale barrée           | 02h 18m 15.2s | 13° 12′ 16″ | 3614 ± 14              | 15,1           | 50,5 ± 3,7     | 58              |
| UGC 1817 | Sd        | Spirale                  | 02h 21m 31.0s | 14° 11′ 46″ | 3744 ± 2               | 11,64          | 51,5 ± 3,6     | 153             |

Le site DeepskyLog permet de trouver aisément les constellations des galaxies mentionnées dans ce tableau ou si elles ne s'y trouvent pas, l'outil du site constellation permet de le faire à l'aide des coordonnées de la galaxie. Sauf indication contraire, les données proviennent du site NASA/IPAC.